# 步兵突擊章

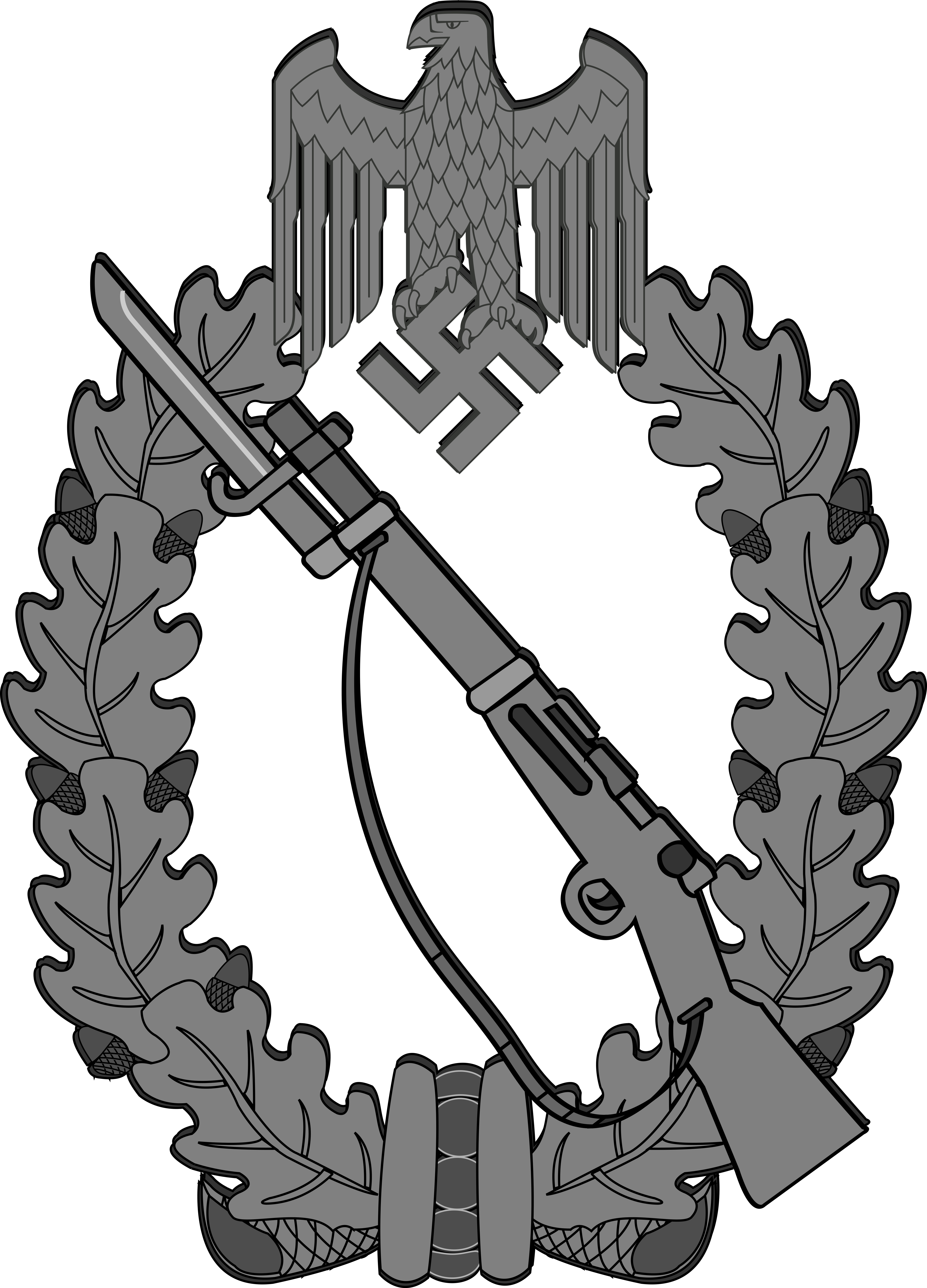
步兵突擊章

步兵突击徽章（德语：Infanterie-Sturmabzeichen）是二战期间德国授予武装党卫军和国防军士兵的军事勋章。该勋章于1939年12月20日由德国陆军总司令瓦爾特·馮·布勞希奇元帥设立。它可以授予在1940年1月1日或之后在前线战斗中至少连续三天使用轻型步兵武器参加步兵突击的步兵和山地步兵（Gebirgsjäger）部队成员。进攻导致战斗，它也可以适用。步兵突击徽章的授予是在团指挥级别授权的，机械化或机动步兵没有资格获得原始徽章。1940年6月创建了一种步兵突击徽章的青铜变体，授权用于机动和机械化步兵单位，其奖励要求与最初的银色变体相似。非步兵人员没有资格获得任一等级的步兵突击徽章，但有资格获得其他战斗识别徽章（取决于他们的军事职业、服务部门和分配的单位），通常是一般突击章、近身戰鬥勳飾、或装甲戰鬥章。1942年，德国空军开发了自己的地面作战徽章，即地面突击徽章。